# Enragés
Els enfurismats (francès: Les Enragés) eren un petit grup d'agitadors coneguts per defensar a la classe baixa i expressar les demandes dels radicals sans-culottes durant la Revolució francesa. Van tenir un paper actiu en les revoltes de París del 31 de maig al 2 de juny de 1793 que van forçar l'expulsió dels Girondins de la Convenció Nacional, cosa que va permetre els Montagnards assumir el control total.
Es van dir els Enragés per la seva retòrica furiosa que apel·lava a la Convenció perquè aquesta prengués més mesures que podrien beneficiar els pobres. Jacques Roux, Jean Varlet, Théophile Leclerc, i Claire Lacombe, que eren els principals líders dels Enragés, van ser crítics estridents de la Convenció per haver fallat en portar a terme les promeses de la Revolució.
Els Enragés no eren un partit unificat. Com a personalitats polítiques individuals, els Enragés eren cínics fins al punt de l'anarquisme, sospitaven de la majoria de les organitzacions polítiques i dels individus, i es van resistir a establir vincles amb els altres. La noció dels Enragés com un grup cohesionat va ser perpetuada pels Jacobins donat que ells van agrupar als seus crítics Leclerc i Roux en un sol grup.

## Demandes principals
El 1793, Jacques Roux va fer un discurs a la Convenció Nacional conegut com el “Manifest dels Enragés” que representa les demandes essencials del grup. Va afirmar que la llibertat i la igualtat havien estat fins ara "vans fantasmes" perquè els rics s'havien beneficiat de la Revolució a costa dels pobres. Per remeiar això, va proposar mesures per als controls de preus, argumentant que "Aquests béns necessaris a tots han de ser lliurats a un preu a l'abast de tothom". També va demanar sancions estrictes contra els que participen en l'especulació i el monopoli. Va exigir que la Convenció prengués mesures severes per reprimir l'activitat contrarevolucionària, amb la promesa de "mostrar-[als enemics] aquestes piques immortals que van enderrocar el Bastilla". Finalment, va acusar la Convenció d'arruïnar les finances de l'Estat i va encoratjar l'ús exclusiu dels assignats per estabilitzar les finances.